# Nazim Benyeles
Nazim Benyeles (18 de diciembre de 1997) es un deportista argelino que compite en triatlón. Ganó una medalla de plata en los Juegos Panafricanos de 2019 en el relevo mixto.

## Palmarés internacional
| Juegos Panafricanos | Juegos Panafricanos | Juegos Panafricanos | Juegos Panafricanos |
| Año                 | Lugar               | Medalla             | Prueba              |
| ------------------- | ------------------- | ------------------- | ------------------- |
| 2019                | Rabat (Marruecos)   | Medalla de plata    | Relevo mixto        |